# أنسون دودغ
أنسون دودغ هو سياسي كندي، ولد في 25 أغسطس 1834 في نيويورك في الولايات المتحدة، وتوفي في 18 مايو 1918 في شيكاغو في الولايات المتحدة. نشط حزبياً في حزب كندا المحافظ. وقد انتخب عضو مجلس العموم الكندي.